# ペーター・シュミット・グループ
ペーター・シュミット・グループ (Peter Schmidt Group GmbH) は、ドイツのハンブルクに本社をおく、ヨーロッパを代表するブランディング/デザイン会社。企業・製品に対してのブランディングサービス（企業のブランドコンサルティング、CIや、パッケージデザインなど）を手がける。

## 概要
一貫したドイツでのクリエイションを重視し、独自の哲学に基づくデザインで、ヨーロッパ内外で多くのプロジェクト実績を残す。
設立当初は、ファッションブランドの香水ボトルデザイン等のパッケージデザインを多く手がけたことでも有名だったが、
現在では企業、製品を問わず、幅広い分野で国際的にブランディング／デザインのサービスをおこなっている。

## 歴史
- デザイナー、ペーター・シュミット (Prof. h.c. Peter Schmidt)により1972年に設立される。
- 2001年に日本の老舗ドイツ菓子メーカーであるユーハイムのブランドイメージを一新させるプロジェクトがきっかけで、日本での活動をはじめる。

## 拠点
現在、本拠地のハンブルク以外にも、フランクフルト、ミュンヘン、デュッセルドルフそして東京に活動拠点を持ち、事業を展開している。
日本では2018年より、東京都港区北青山にて拠点を構えている。

## 代表的なプロジェクト/クライアント

### ヨーロッパ　(CI/ブランディング)
- ヒューゴ ボス(HUGO BOSS)
- ショパール(Chopard)
- ジルサンダー(JIL SANDER)
- ビレロイ&ボッホ(Villeroy&Boch)
- グローエ(GROHE)
- レッド・ドット・デザイン賞(red dot design award)
- ルフトハンザドイツ航空(Lufthansa)
- ドイツ連邦軍(Bundeswehr)

### 日本
- ユーハイム (Juchheim)
- マックスファクター (MAXFACTOR)
- 根津美術館 (Nezu Museum)

### パッケージデザイン
- ベックス・ビール(Beck's Beer)
- ダビドフ・クールウォーター(Davidoff CoolWater)
- ダビドフ・クールウォーター ウーマン(Davidoff CoolWater Woman)
- アポリナリス・セレクション(Apollinaris Selection)
- ブラット・ウォッカ(Blat Vodka)
- ウェスト（タバコ）(West Tobacco)
- ダビドフ(Davidoff Cigarettes)
- ダンヒル（タバコ）(Dunhill Cigarettes)
- ユーハイム(Juchheim)